# Wet Blanket Policy
Wet Blanket Policy ist der 29. Kurzfilm aus der Woody-Woodpecker-Filmreihe. Er erschien am 20. August 1948 in den US-amerikanischen Kinos. Produziert von Walter Lantz erschien er im Vertrieb von United Artists. 

## Handlung
Der schmierige Versicherungsvertreter Buzz Buzzard lockt Woody Woodpecker in seine Agentur und betäubt ihn. Gegen dessen Willen schließt er eine Lebensversicherung ab und setzt sich selbst als Begünstigten ein. Im Todesfall von Woody erhielte er 10.000 US-Dollar. Gleich darauf macht er sich daran, diese Police einzutreiben. Er jagt Woody durch die gesamte Agentur und versucht ihn auf die ein oder andere Art um die Ecke zu bringen. Am Ende will er ihn in eine Grube voller Krokodile werfen, landet jedoch selbst darin. Während er von den Krokodilen gejagt wird, zerreißt Woody die Police.

## Hintergrund
Im Vorspann erschien zum ersten Mal The Woody Woodpecker Song von Kay Kyser and his Orchestra, der von Gloria Wood und Harry Babbit gesungen wurde. Das Lied wurde von George Tibbles und Ramey Idriss geschrieben und entwickelte sich schon vor Veröffentlichung des Cartoons zu einem echten Hit, der im Juni 1948 innerhalb von zehn Tagen mehr als 250.000 mal verkaufte. Aus diesem Grund wurde der Song auch in den Zeichentrickfilm aufgenommen, obwohl er weniger zur Action im Film passte. Das Lied erhielt bei der Oscarverleihung 1949 sogar eine Nominierung als Bester Song, verlor jedoch gegen Buttons and Bows von Jay Livingston und Ray Evans aus dem Film Sein Engel mit den zwei Pistolen. Tatsächlich blieb es jedoch bis heute das einzige Lied aus einem Zeichentrick-Kurzfilm, das je für einen Oscar nominiert war.
Nicht nur das Lied war neu, auch Bösewicht Buzz Buzzard hatte in dem Zeichentrickfilm seinen ersten Auftritt.
Der Titel Wet Blanket Policy ist ein Wortspiel aus „wet blanket“ (dt. „Spielverderber“) und „blanket policy“ (dt. „Generalpolice“).